# Simay Barlas
Simay Barlas (Isztambul, 1999. május 7. –) török színésznő.

## Élete és pályafutása
1999. május 7-én született Isztambulban. Az egyetemi tanulmányait a İstanbul Bilgi nevű intézményben folytatta. 
A színészi karrierje 2014-ben kezdődött, mikor szerepet kapott a Megtört szívek (Paramparça) című sorozatban, amelyben Öykü szerepében csillogtathatta meg a színészi tehetségét.
Ezt követte 2016-ban a Hayat Bazen Tatlıdır című sorozat, amiben Gözde Sarıyaz karakterét formálta meg. 2017-ben az Adı Efsane című sorozatban játszott, mint Naz Yalınay.
2019-ben megkapta az egyik főszerepet a Kegyetlen város (Zalim İstanbul) című drámasorozatban, mint Damla Karaçay. Ez a sorozat hazánkban 2020-ban került képernyőre a TV2-n.
2019-ben a Dijital Esaret című filmben játszotta Damla szerepét, ám ezt csak 2022-ben mutatták be.
2020-ban a Bir Annenin Günahı című sorozatban kapott szerepet, mint Yağmur.
2021-ben szerepet kapott az Aziz című sorozatban, mint Efnan. 
A 2023 és 2025 között sugárzott Féktelen szív (Yabani) című sorozatban Rüya szerepében volt látható. Ezt a sorozatot 2025-ben tűzte képernyőre a TV2.

## Filmográfia

### Televízió
| Év        | Cím             | Eredeti cím                  | Szerep        | Magyar hang |
| --------- | --------------- | ---------------------------- | ------------- | ----------- |
| 2014      | Megtört szívek  | Paramparça                   | Öykü          |             |
| 2016–2017 |                 | Hayat Bazen Tatlıdır         | Gözde Sarıyaz |             |
| 2017      |                 | Adı Efsane                   | Naz Yalınay   |             |
| 2019–2020 | Kegyetlen város | Zalim İstanbul               | Damla Karaçay | Nagy Katica |
| 2020      |                 | Bir Annenin Günahı           | Yağmur        |             |
| 2021–2022 |                 | Aziz                         | Efnan         |             |
| 2023      |                 | Ömer                         | Süreyya Kutlu |             |
| 2023–2024 | Féktelen szív   | Yabani                       | Rüya          | Nagy Katica |
| 2024–2025 |                 | Shahrazad: Tears of İstanbul | Shahrazad     |             |